# Columna Uribarri
La Columna Uribarri o Uribarry, también conocida como Columna «fantasma», fue una unidad de milicias que operó al comienzo de la Guerra civil española.

## Historial

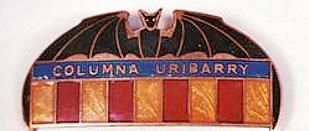
Insignia de la Columna Uribarri (ocasionalmente escrita "Uribarry").

La columna fue fundada por el capitán de la Guardia Civil Manuel Uribarri, un oficial de marcadas tendencias izquierdistas, tras el estallido de la guerra civil en julio de 1936. Estuvo formada por entre cuatrocientos y quinientos hombres, que en su mayoría eran guardias civiles de Valencia y anarquistas valencianos. A comienzos de agosto la columna partió por mar hacia las Baleares, donde participó en el desembarco de Mallorca y en la ocupación de Ibiza (2 de agosto) y Formentera (7 de agosto) con las fuerzas de Alberto Bayo. El 13 de agosto la columna regresó a Valencia, desde donde marcharía hacia el Frente de Extremadura para hacer frente a las columnas del Ejército de África que avanzaban hacia Madrid. 
A su regreso a la península la unidad se motorizó mediante la requisa de camiones y automóviles, por lo que empezó a ser llamada "Columna fantasma" por la agilidad con la que se desplazaba en combate. Muchos milicianos de la unidad empezaron a hacerse famosos por los desmanes que cometían y la falta de escrúpulos que mostraron. La columna llegó a Guadalupe, localidad que ocupó tras derrotar a la guarnición local. Sin embargo, pronto entabló combate con la columna al mando de Antonio Castejón que venía desde Badajoz y resultó esrepitosamente derrotada, sufriendo fuertes pérdidas. La columna se retiró de la localidad dejando abandonado numeroso material bélico, vehículos y suministros. La Columna «fantasma» todavía ofreció alguna resistencia a los avances sublevados en el Valle del Tajo.
Uribarri regresó a Valencia y reorganizó su columna, logrando reclutar más voluntarios y alcanzar un máximo de 1.269 milicianos que marcharon hacia el centro. Uribarri insistió en reforzar la disciplina interna. Durante el resto del año permanecieron en el poco activo Frente de Toledo, destacados en el sector de Algodor.
A finales de 1936 la columna Uribarri sirvió de base para la fundación de la 46.ª Brigada Mixta, tras lo cual desapareció.